# Siège du château d'Ōta
Le siège du château d'Ōta (太田城の戦い, Ōta Jō no Tatakai) de 1585 fait partie d'une série d'attaques menées par Toyotomi Hideyoshi contre les fanatiques religieux Ikkō-ikki vers la fin de l'époque Azuchi Momoyama de l'histoire du Japon. Cette bataille fait suite au siège du Negoro-ji au cours duquel les forces de Hideyoshi ont incendié un complexe de temple ; un certain nombre de fanatiques Saika ikki s'échappent vers le proche château d'Ota tenu par Ōta Munemasa.
En raison de la topographie de la région, Hideyoshi comprend qu'il ne peut pas facilement incendier cette forteresse comme il l'a fait au Negoro-ji. Il décide d'utiliser à la place une tactique d'inondation, comme cela a été le cas trois ans plus tôt au siège de Takamatsu. La présence des fanatiques ikki met déjà à rude épreuve les provisions en nourriture du château d'Ōta et autres ressources avant même le début du siège. Avec la construction d'une palissade et une série de digues à environ 300 mètres du château, Hideyoshi commence le processus d'isolement du château de ses fournitures et d'inondation, processus accru par de fortes pluies.
À un moment donné, une partie de la digue cède, entraînant la mort par noyade de plusieurs des hommes de Hideyoshi. Cependant, au 22e jour du quatrième mois lunaire, la garnison ne peut tenir plus longtemps et se rend. Cinquante samouraïs commettent seppuku. Après que Hideyoshi a pris le château, il ordonne que soient tués tous les membres des familles de samouraïs tandis que les paysans sont simplement désarmés et renvoyés aux domaines de leurs seigneurs.

## Source de la traduction
- (en) Cet article est partiellement ou en totalité issu de l’article de Wikipédia en anglais intitulé « Siege of Ōta Castle » (voir la liste des auteurs).